# Jaromír Pukl
Jaromír Pukl (27. října 1899 Mysločovice – 10. dubna 1945 Koncentrační tábor Mauthausen) byl český pedagog a odbojář z období druhé světové války popravený nacisty.

## Život

### Před druhou světovou válkou
Jaromír Pukl se narodil 27. října 1899 v Mysločovicích na Zlínsku v rodině učitele Alexandra Pukla a Aloisie, roz. Kleislové. Vychodil pětitřídní obecnou školu v Lechoticích, tři třídy měšťanské školy v Hranicích, vystudoval dvě třídy gymnázia v Holešově a čtyři ročníky učitelského ústavu v Kroměříži, kde odmaturoval. Od roku 1917 bojoval v první světové válce a to na ruské a italské frontě. Po skončení války sloužil do roku 1919 v Československé armádě, kde dosáhl hodnosti desátníka. Jako učitel postupně působil v Hulíně, Karolíně, Zdounkách, Hnojníku a Třinci. V roce 1924 se oženil s Josefou Puklovou, manželům se narodily tři děti. Od roku 1935 pracoval jako odborný učitel na měšťanské dívčí škole v Hranicích, kde rovněž bydlel. Od roku 1921 byl členem Sokola.

### Druhá světová válka
Po německé okupaci v březnu 1939 vstoupil Jaromír Pukl do protinacistického odboje. Byl činný v místní hranické buňce organizace Petiční výbor Věrni zůstaneme, později se stal důležitým kontaktem tzv. Moravské pětky, kdy byl ve styku především s Františkem Píškem. V roce 1944 se stal spolupracovníkem příslušníků výsadků Clay a Embassy a následně velitelem jejich podporovatelské a zpravodajské sítě. Díky konfidentům došlo k prozrazení výsadků a díky Jánu Grajzelovi i osoby a adresy Jaromíra Pukla. Ten byl společně s manželkou a dcerou 11. prosince 1944 zatčen gestapem. Vězněn byl v Přerově, brněnských Kounicových kolejích a v koncentračním táboře Mauthausen, kde byl dne 10. dubna 1945 popraven.

## Rodina
Bratrem Jaromíra Pukla byl československý důstojník a pedagog Vojenské akademe v Hranicích Václav Pukl, který vstoupil do protinacistického odboje v řadách Obrany národa, za což byl v roce 1943 rovněž popraven.

## Výtvarná činnost
V době před a během Mnichovské dohody sloužil bratr Jaromíra Pukla Václav na československém opevnění v prostoru Bohumína. Jaromír pro svého bratra namaloval olejomalby objektů OP-S 13 a OP-S 21. První z nich je v majetku rodiny, druhý se nachází v depozitáři Areálu československého opevnění Hlučín-Darkovičky.

## Posmrtná ocenění
- Jaromír Pukl obdržel in memoriam Československý válečný kříž 1939[2]